# 杰西卡·沃特金斯
杰西卡·安德烈娅·沃特金斯（英語：Jessica Andrea Watkins，1988年5月14日—），是一位美国NASA宇航员，2017年6月入选NASA第二十二组宇航员。曾执行SpaceX載人4號(远征67/68)任务。沃特金斯将是第一位完成国际空间站长期任务的黑人女性。

## NASA事业
2017年，沃特金斯被选为NASA第二十二组宇航员的成员，并开始为期两年的培训。
2021年11月，沃特金斯被选为SpaceX載人4號的最后一名成员。 她与凱爾·林格倫、罗伯特·海因斯以及欧洲空间局的任务专家薩曼塔·克里斯托福雷蒂一起于2022年4月27日成功发射，并在当天晚些时候对接国际空间站。